# フランティセック・クプカ

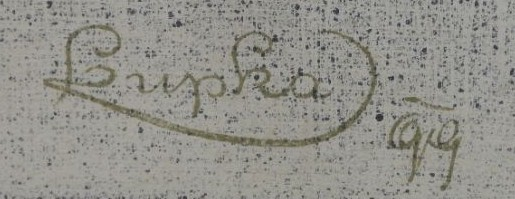
サイン

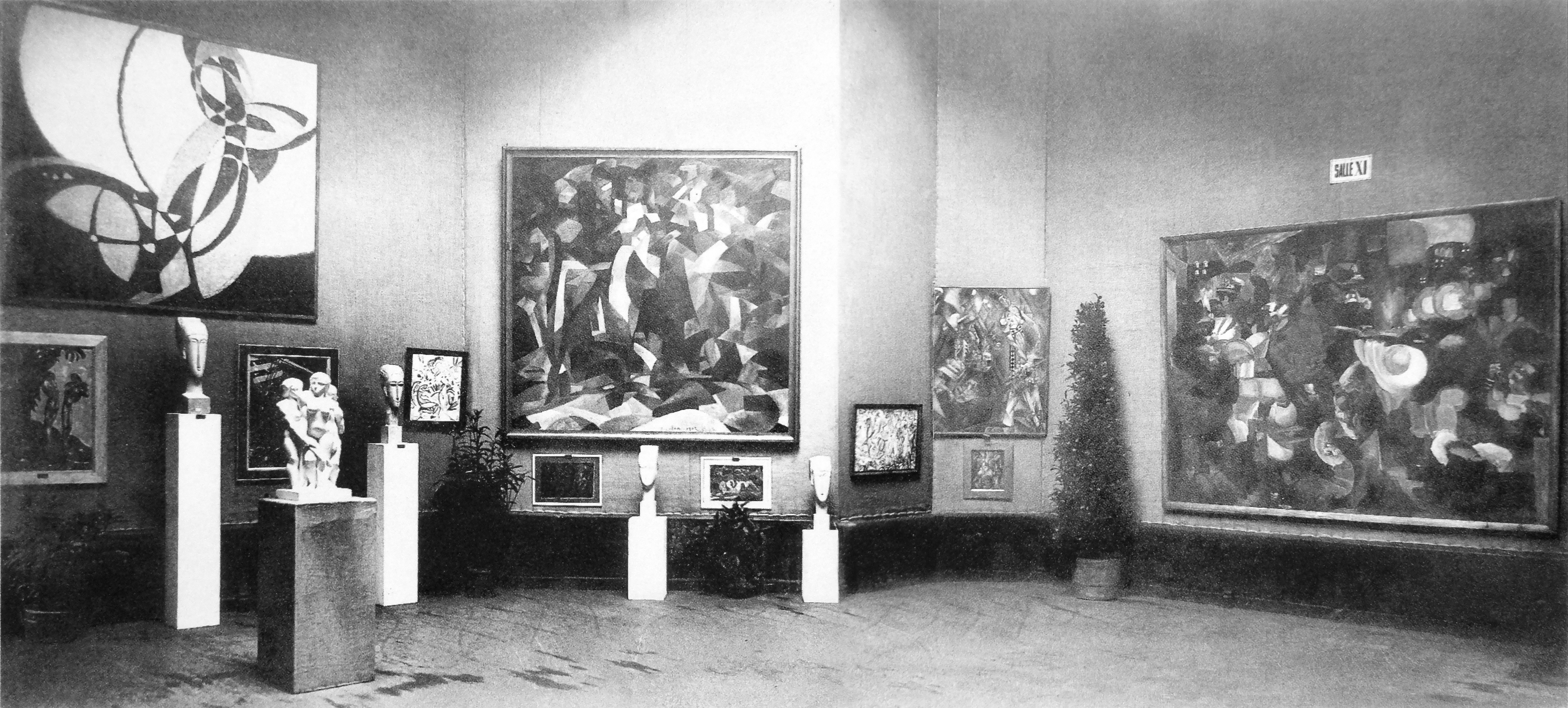
1912年のサロン・ドートンヌ。左前からジョセフ・シサキ「Groupe de femmes」、アメデオ・モディリアーニ「sculptures」(彫刻作品)、左後から、フランティセック・クプカ「Amorpha, Fugue in Two Colors」、フランシス・ピカビア「La Source」、ジャン・メッツァンジェ「Dancer in a Café」アンリ・ル・フォーコニエ「Mountaineers Attacked by Bears」

フランティセック・クプカまたはフランチシェク・クプカ（František Kupka, 1871年9月23日 - 1957年6月24日）は、20世紀の画家。抽象絵画・非具象絵画の最初期の作家の1人。遅くとも、1911年から1912年にかけて制作された抽象作品が存在する。フランチセック・クプカと表記する場合もある。

## 略歴
オーストリア＝ハンガリー帝国領東ボヘミア（現チェコ）のオポチノに生まれ、パリ郊外のピュトーにて没する。

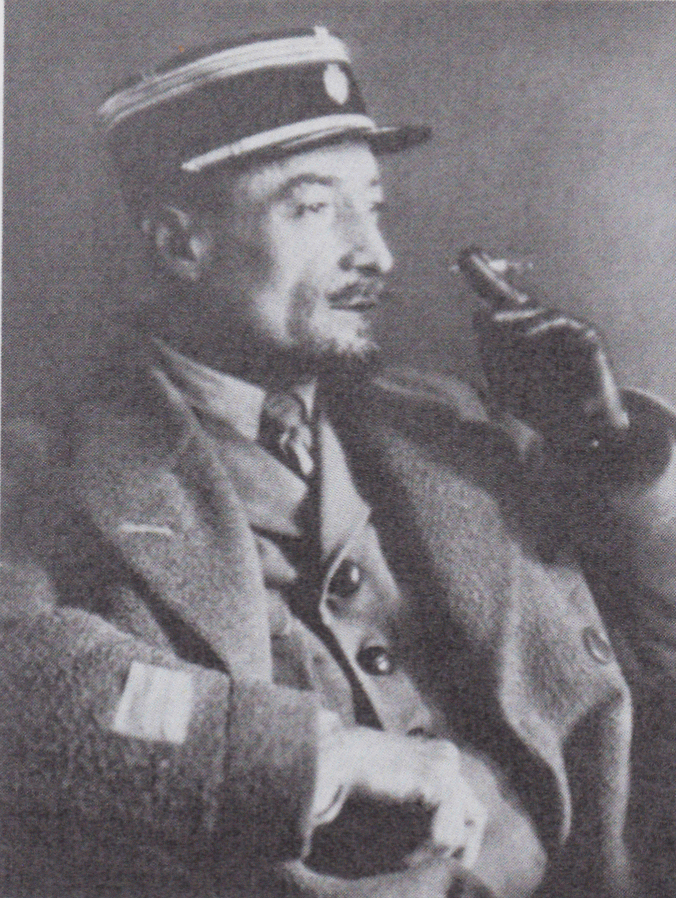
1917年のクプカ

ウィーンの美術アカデミーで学ぶ。初期には、幻想的な具象絵画を制作している。その後パリに移り、具象絵画から、キュビスムの影響を受けて次第に抽象化が進み、1911年から1912年ごろには完全な抽象絵画に至った。1910年代、1920年代は、カラフルで有機的な抽象作品であったが、1931年には、アプストラクシオン・クレアシオンの主要メンバーともなり、1930年代には、幾何学的傾向が強まっていった。
一般に、オルフィスムの画家に分類されることが多い。

## ギャラリー

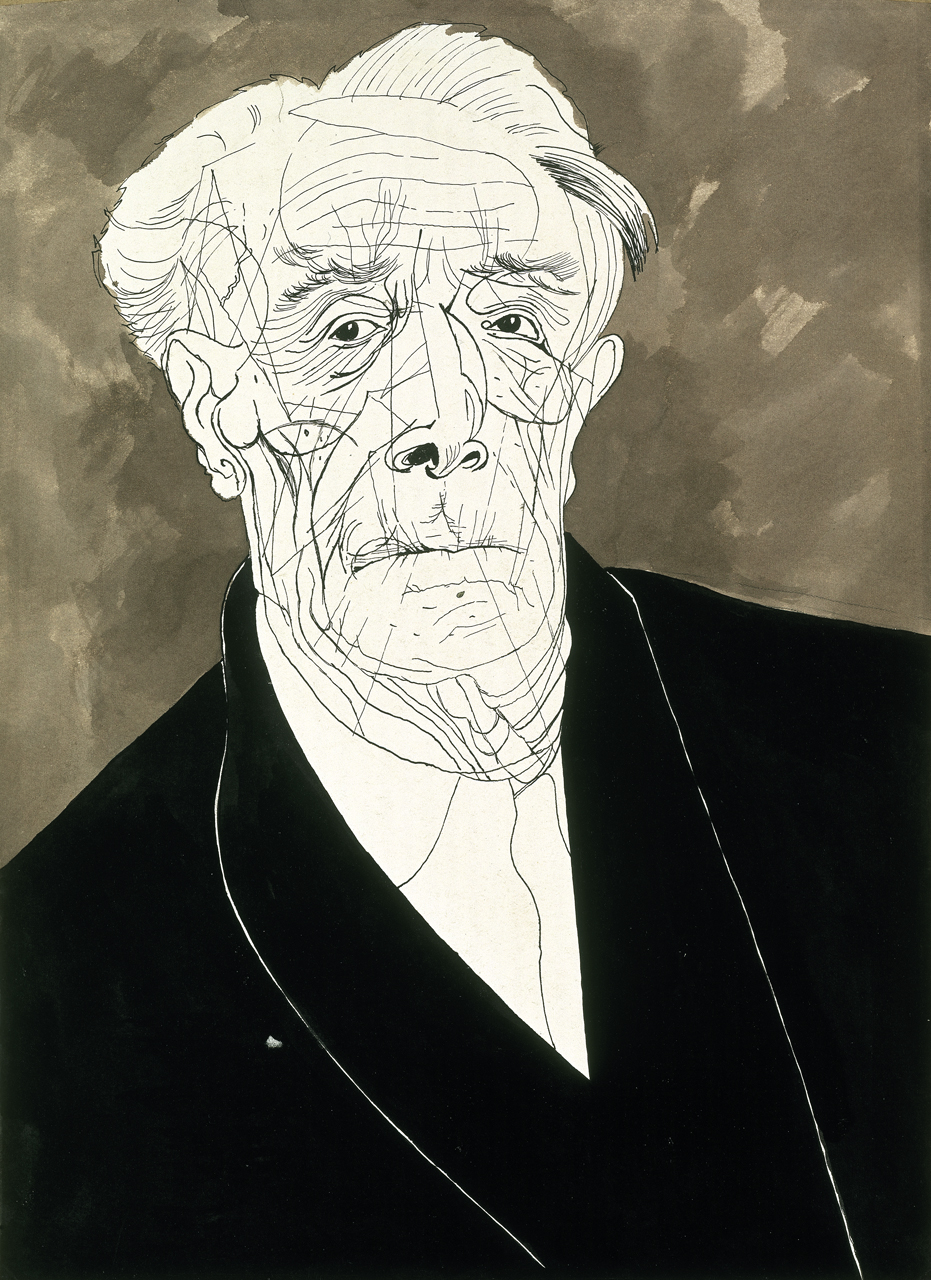
アドルフ・ホフマイステルのクプカ像1960年

## 日本における主要な展覧会
- クプカ展（1994年・愛知県美術館・宮城県美術館・世田谷美術館）

## 日本語の主要文献
- 愛知県美術館編集「クプカ展 Frantisek Kupka」、愛知県美術館、1994年（上記展覧会の展覧会カタログ）[1]